# Solent (voile)
Pour les articles homonymes, voir Solent.

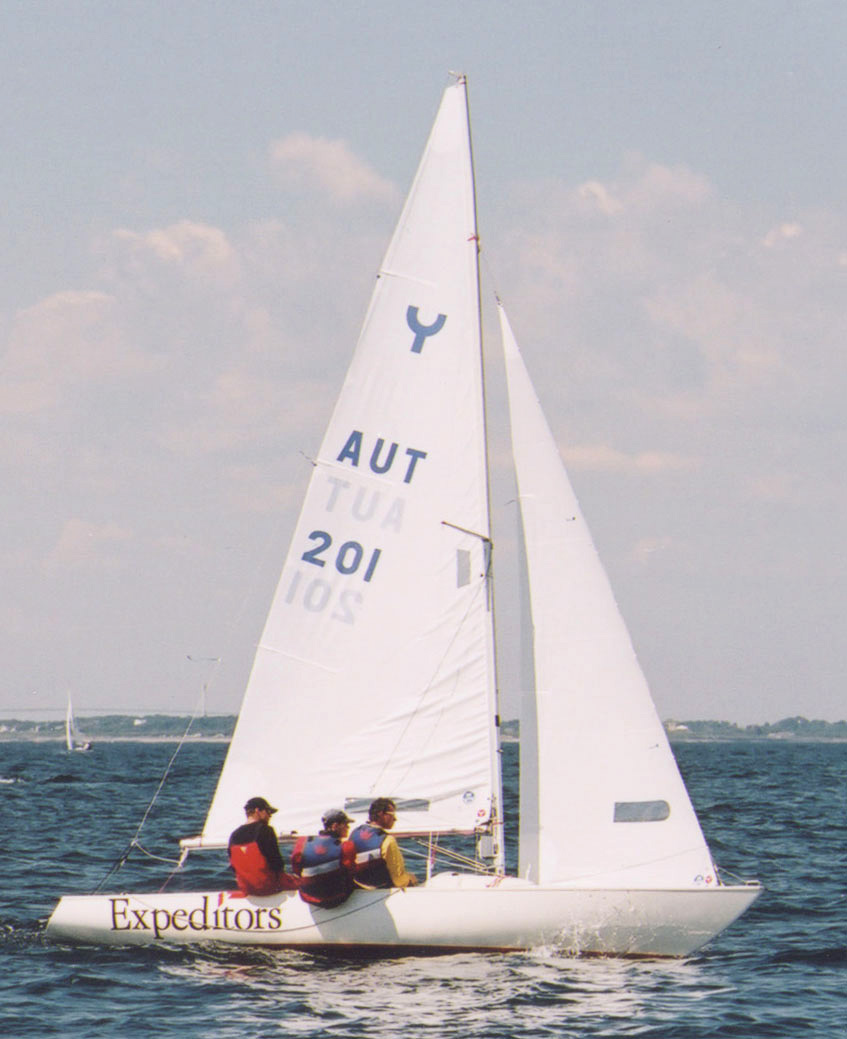
Un solent (à l'avant)

Le solent est le nom donné à une voile d'avant (foc) de taille intermédiaire entre celles du génois et du tourmentin. Il occupe à peu près l'ensemble du triangle avant compris entre l'étai et le mât, mais sans recouvrement.
Elle est efficace au près, pour tirer des bords (louvoyer).